# Encarsia estrellae
Encarsia estrellae é uma espécie de insetos himenópteros, mais especificamente de vespas parasíticas pertencente à família Aphelinidae.
A autoridade científica da espécie é Manzari & Polaszek, tendo sido descrita no ano de 2002.
Trata-se de uma espécie presente no território português.